# 全日本プロボウリング選手権大会
全日本プロボウリング選手権大会（ぜんにほんぷろぼうりんぐせんしゅけんたいかい）は日本プロボウリング協会と国際スポーツ振興協会が主催する、毎年12月に行われるプロボウリングの大会である。プロボウラー日本一決定戦と呼ばれている。
男子は1968年、女子は1970年に第1回大会が行われている。男子は第1回から第6回まで毎年2月の開催、女子は第1回から第4回まで毎年3月の開催であったが、1973年から共に12月開催へ変更されている（1973年のみ年2回開催、女子の第7回（1975年）から第10回（1979年）まで11月開催）。
2007年度大会から国際スポーツ振興協会との共催大会となり、「HANDA CUP」と冠されている。
日本のプロボウリング界の中では最も歴史のある大会である。

## 大会の参加資格
- 前年度優勝者および前年度ランキングの上位（男子24名、女子16名）
- 過去10年間の優勝者
- 当該年度のランキング上位者

## 大会の流れ
予選
予選は2日間3パート制で構成。ロング、ミディアム、ショートの各パート8Ｇ合計24G行い、上位36名が準決勝へと進む。
準決勝
準決勝はミディアムで12G行い、初日の予選からの36Ｇトータルピン数上位4名がTV決勝へ進む。
TV決勝
TV決勝は全日本方式ステップラダーで行う。優勝決定戦のみ、1位通過者が負けると再優勝決定戦で優勝が決まる。

## 歴代優勝者
| 年     | 回 | 男子会場                     | 男子       |  | 回 | 女子会場                       | 女子                           |
| ------ | -- | ---------------------------- | ---------- |  | -- | ------------------------------ | ------------------------------ |
| 1968年 | 1  | 芝ボーリングセンター         | 田口勝彦   |  | -  | ー                             | 未開催                         |
| 1969年 | 2  | 阪神ボウリングセンター       | 安武民祐   |  | -  | ー                             | 未開催                         |
| 1970年 | 3  | ハタボウリングセンター       | 中島和行   |  | 1  | 後楽園スガモボウル             | 中山律子                       |
| 1971年 | 4  | 新大阪ボウリングセンター     | 矢島純一   |  | 2  | 神奈中戸塚ボウル               | 並木恵美子                     |
| 1972年 | 5  | 神奈中戸塚ボウル             | 武井利元   |  | 3  | 中之島ボウリングセンター       | 並木恵美子                     |
| 1973年 | 6  | MBSミリカレーンズ            | 平川周     |  | 4  |                                | 斉藤志乃ぶ                     |
| 1973年 | 7  | 晴海ボウリングセンター       | 半井清     |  | 5  |                                | 中山律子                       |
| 1974年 | 8  | ボウルポップス               | 保倉義孝   |  | 6  | 晴海ボウリングセンター         | 並木恵美子                     |
| 1975年 | 9  | 美鳥里ボウル                 | 坂梨康男   |  | 7  | 新潟交通シルバーボウル         | 斉藤志乃ぶ                     |
| 1976年 | 10 | 京都スターレーン             | 坂梨康男   |  | 8  | 十條ボウル王子センター         | 須田開代子                     |
| 1977年 | 11 | 田町ハイレーン               | 西城正明   |  | 9  |                                | 斉藤志乃ぶ                     |
| 1978年 | 12 | 京都スターレーン             | 山崎行夫   |  | 10 |                                | 遠藤千枝                       |
| 1979年 | 13 | 川崎Aボウル                  | 矢島純一   |  | 11 |                                | 斉藤志乃ぶ                     |
| 1980年 | 14 | 京都スターレーン             | 大橋裕史   |  | 12 |                                | 木村和美                       |
| 1981年 | 15 | 十條ボウル                   | 木村良     |  | 13 |                                | 山賀昭子                       |
| 1982年 | 16 | 京都スターレーン             | 坂梨康男   |  | 14 |                                | 栗原桂子                       |
| 1983年 | 17 | 十條ボウル                   | 谷口健     |  | 15 |                                | 勘田口二葉                     |
| 1984年 | 18 | 京都スターレーン             | 矢島純一   |  | 16 |                                | 栗原桂子                       |
| 1985年 | 19 | 富士アストロボウル           | 原田招雄   |  | 17 | 京都スターレーン               | 小磯尚美                       |
| 1986年 | 20 | 京都スターレーン             | 喜多志郎   |  | 18 | 富士アストロボウル             | 高林英子                       |
| 1987年 | 21 | 富士アストロボウル           | 山崎行夫   |  | 19 | 京都スターレーン               | 末武早苗                       |
| 1988年 | 22 | 京都スターレーン             | 酒井武雄   |  | 20 | 富士アストロボウル             | 斉藤志乃ぶ                     |
| 1989年 | 23 | 富士アストロボウル           | 塚原次雄   |  | 21 | 京都スターレーン               | 斉藤志乃ぶ                     |
| 1990年 | 24 | 京都スターレーン             | 塚原次雄   |  | 22 |                                | 斉藤志乃ぶ                     |
| 1991年 | 25 | 富士アストロボウル           | 矢島純一   |  | 23 | 京都スターレーン               | 金田惠子                       |
| 1992年 | 26 | 京都スターレーン             | 栴檀稔     |  | 24 |                                | 斉藤志乃ぶ                     |
| 1993年 | 27 | 富士アストロボウル           | 西城正明   |  | 25 | 京都スターレーン               | 金田惠子                       |
| 1994年 | 28 | 京都スターレーン             | 小山都代   |  | 26 | 富士アストロボウル             | 加藤八千代                     |
| 1995年 | 29 | 富士アストロボウル           | 坂田重徳   |  | 27 | 京都スターレーン               | 高林英子                       |
| 1996年 | 30 | 京都スターレーン             | 原田招雄   |  | 28 | シチズンボウル                 | 小磯尚美                       |
| 1997年 | 31 | カミヤボウル                 | 貞松保行   |  | 29 | 京都スターレーン               | 中島政江                       |
| 1998年 | 32 | ロードボウル                 | 栴檀稔     |  | 30 |                                | 斉藤志乃ぶ                     |
| 1999年 | 33 | 後楽園ボウリングセンター     | 貞松保行   |  | 31 | シーサイドボウルミハマ         | 大山由里香                     |
| 2000年 | 34 | 東京エースレーン             | 栴檀稔     |  | 32 | 東京ドームボウリングセンター   | 竹内昭子                       |
| 2001年 | 35 | 東京ドームボウリングセンター | 中沢奨     |  | 33 | U´ｓボウル阪南                 | 竹内昭子                       |
| 2002年 | 36 | 神戸六甲ボウル               | 梁泰宣     |  | 34 | 東京ドームボウリングセンター   | 斉藤志乃ぶ                     |
| 2003年 | 37 | 東京ドームボウリングセンター | 栴檀稔     |  | 35 | 上尾スポーツレーンズ           | 板倉奈智美                     |
| 2004年 | 38 | 上尾スポーツレーンズ         | 邊龍煥     |  | 36 | 東京ドームボウリングセンター   | 板倉奈智美                     |
| 2005年 | 39 | 東京ドームボウリングセンター | 石原章夫   |  | 37 | サンボウル                     | 時本美津子                     |
| 2006年 | 40 | C-BIC千代田                  | 山本勲     |  | 38 | 東京ドームボウリングセンター   | 清水弘子                       |
| 2007年 | 41 | 東京ドームボウリングセンター | 山本勲     |  | 39 | C-BIC千代田                    | ウェンディー・マックファーソン |
| 2008年 | 42 | 平和島スターボウル           | 山本勲     |  | 40 | 東京ドームボウリングセンター   | 姫路麗                         |
| 2009年 | 43 | 東京ドームボウリングセンター | 日置秀一   |  | 41 | 東京ドームボウリングセンター   | 松永裕美                       |
| 2010年 | 44 | スポルト上尾スポーツレーンズ | 川添奨太   |  | 42 | 東京ドームボウリングセンター   | 吉川朋絵                       |
| 2011年 | 45 | スポルト上尾スポーツレーンズ | 川添奨太   |  | 43 | 東京ドームボウリングセンター   | 松永裕美                       |
| 2012年 | 46 | スポルト上尾スポーツレーンズ | 川添奨太   |  | 44 | 品川プリンスボウリングセンター | 姫路麗                         |
| 2013年 | 47 | 調布スポーツセンター         | 藤井信人   |  | 45 | 品川プリンスボウリングセンター | 松永裕美                       |
| 2014年 | 48 | 新狭山グランドボウル         | 川添奨太   |  | 46 | 品川プリンスボウリングセンター | 松永裕美                       |
| 2015年 | 49 | 新狭山グランドボウル         | 山本勲     |  | 47 | 東大和グランドボウル           | 山田幸                         |
| 2016年 | 50 | 新狭山グランドボウル         | 遠藤誠     |  | 48 | 東大和グランドボウル           | 姫路麗                         |
| 2017年 | 51 | 新狭山グランドボウル         | 川添奨太   |  | 49 | 東大和グランドボウル           | 姫路麗                         |
| 2018年 | 52 | 新狭山グランドボウル         | 永野すばる |  | 50 | 東大和グランドボウル           | 佐藤まさみ                     |
| 2019年 | 53 | 新狭山グランドボウル         | 川添奨太   |  | 51 | 東大和グランドボウル           | 姫路麗                         |
| 2020年 | 54 | 新狭山グランドボウル         | 永野すばる |  | 52 | 東大和グランドボウル           | 小林よしみ                     |
| 2021年 | 55 | 新狭山グランドボウル         | 山本勲     |  | 53 | 東大和グランドボウル           | 姫路麗                         |
| 2022年 | 56 | 新狭山グランドボウル         | 藤井信人   |  | 54 | 東大和グランドボウル           | 土屋佑佳                       |
| 2023年 | 57 | 新狭山グランドボウル         | 宮澤拓哉   |  | 55 | 新狭山グランドボウル           | 中島瑞葵                       |
| 2024年 | 58 | 新狭山グランドボウル         | 安里秀策   |  | 56 | 新狭山グランドボウル           | 久保田彩花                     |

## テレビ放映
- スカイAで『パーフェクトボウリング』内で放送されているが、女子のみ2011年大会から生中継が実施されている。
- 「HANDA CUP」・第40回全日本女子 プロボウリング選手権大会 〜心で投げるストライク！！〜」（BS11 2009年2月22日）
- 「心に響け 笑顔のストライク〜「HANDA CUP」・第41回全日本女子 プロボウリング選手権大会〜」（BS11 2010年3月28日）

## 外部サイト
- 日本プロボウリング協会